# باغ پرندگان کوالا لامپور
باغ پرندگان کوالا لامپور (مالایی: Taman Burung Kuala Lumpur)یک باغ پرندگان عمومی به مساحت ۲۰٫۹ جریب فرنگی (۸٫۵ هکتار) در کوالا لامپور، مالزی است. این باغ پرندگان در مجاورت باغ دریاچه درون یک فضای سبز تصفیه کننده هوای کی ال در بوکیت امان، نزدیک به مسجد ملی و موزه پلیس سلطنتی مالزی واقع شده است. این مکان، محل نگهداری بیش از ۳٬۰۰۰ پرنده و نمایانگر بیش از ۲۰۰ گونه، در یک پرنده گاه حصار کشی شده است. ۹۰ درصد آنها، پرندگان بومی هستند و ۱۰ درصد بقیه از کشورهایی همچون استرالیا، چین، هلند، اندونزی، گینه نو، تانزانیا و تایلند وارد شده‌اند.
باغ پرندگان قسمتی از باغ دریاچه ۶۰ هکتاری (۱۵۰ جریب فرنگی) است که در سال ۱۸۸۸ تأسیس شد. علاوه بر باغ پرندگان ۲۰٫۹ جریب فرنگی (۸٫۵ هکتاری) که در سال ۱۹۹۱ ایجاد شد، باغ‌ها شامل یک دریاچه مصنوعی، یادمان ملی، پارک پروانه کوالا لامپور، پارک گوزن، باغ‌های ارکیده و ختمی، و مجلس سابق مالزی می‌باشد. این مکان، یکی از بزرگ‌ترین باغ پرندگان سرپوشیده در جهان است.